# Pulchranthus surinamensis
Pulchranthus surinamensis är en akantusväxtart som först beskrevs av Cornelis Eliza Bertus Bremekamp, och fick sitt nu gällande namn av V.M. Baum, J.L. Reveal och J.W. Nowicke. Pulchranthus surinamensis ingår i släktet Pulchranthus och familjen akantusväxter. Inga underarter finns listade i Catalogue of Life.